# Chiến tranh Lạnh (1947–1953)
Chiến tranh Lạnh (1947–1953) là một giai đoạn của cuộc Chiến tranh Lạnh từ học thuyết Truman năm 1947 tới cuộc Chiến tranh Triều Tiên năm 1953. Chiến tranh Lạnh bắt đầu ngay sau Thế chiến II và kéo dài trong hầu hết thế kỷ 20.

## Sự thành lập Khối Đông Âu

Trong Thế chiến II, Liên xô đã sáp nhập nhiều quốc gia trở thành các nước Cộng hòa Xã hội chủ nghĩa Xô viết bên trong Liên bang Cộng hòa Xã hội chủ nghĩa Xô viết. Hầu hết các lãnh thổ đó đã được nhượng lại cho họ theo phần thoả thuận bí mật của Hiệp ước Molotov-Ribbentrop với Phát xít Đức. Các lãnh thổ bị sáp nhập gồm Đông Ba Lan (được gộp vào trong hai nước Cộng hòa Xã hội chủ nghĩa Xô viết khác nhau), Latvia (trở thành Cộng hòa Xã hội chủ nghĩa Xô viết Latvia), Estonia (trở thành Cộng hòa Xã hội chủ nghĩa Xô viết Estonia), Litva (trở thành Cộng hòa Xã hội chủ nghĩa Xô viết Litva), một phần đông Phần Lan (trở thành Cộng hòa Xã hội chủ nghĩa Xô viết Karelia-Phần Lan) và bắc România (trở thành Cộng hòa Xã hội chủ nghĩa Xô viết Moldavia).
Nhiều quốc gia khác họ đã chiếm đóng nhưng không được sáp nhập trực tiếp vào trong Liên bang Xô viết trở thành các quốc gia vệ tinh của Liên xô. Tại Đông Đức sau những thất bại trong các cuộc bầu cử địa phương, các đảng chính trị bị buộc phải sáp nhập vào trong Đảng Xã hội chủ nghĩa Thống nhất (SED), sau cuộc bầu cử năm 1946 các phái đối lập chính trị đã bị đàn áp. Trong phần còn lại của Ba Lan không bị sáp nhập trực tiếp vào Liên xô, sau thất bại của một cuộc trưng cầu dân ý về các chính sách được gọi là "3 lần CÓ" (3 razy TAK; 3xTAK), theo đó chưa tới một phần ba dân số Ba Lan bỏ phiếu ủng hộ những đề xuất thay đổi gồm cả một cuộc cải cách ruộng đất cộng sản trên diện rộng và quốc hữu hoá ngành công nghiệp, một cuộc bầu cử gian lận thứ hai được tổ chức để có được kết quả như mong muốn. Cuộc Bầu cử gian lận Ba Lan được tổ chức vào tháng 1 năm 1947 với kết quả là Ba Lan chính thức chuyển thành Cộng hòa Nhân dân Ba Lan.
Tại Hungary, khi người Liên xô dựng lên một chính phủ cộng sản, Mátyás Rákosi được chỉ định làm Tổng bí thư của Đảng Cộng sản Hungary, và khởi đầu một trong những chế độ độc tài cứng rắn nhất ở châu Âu dưới chế độ Cộng hòa Nhân dân Hungary. Tại Bulgaria, về cuối Thế chiến II, Liên xô đã vượt biên giới và thiết lập những điều kiện cho một cuộc đảo chính vào đêm hôm sau. Chỉ huy quân đội Liên xô tại Sofia đã nắm quyền lực tối cao, và những người cộng sản được ông ra lệnh, gồm cả Kimon Georgiev, đã nắm toàn quyền điều khiển chính trị trong nước tại Cộng hòa Nhân dân Bulgaria.
Với sự hỗ trợ của Liên xô, Đảng Cộng sản Tiệp Khắc lên nắm quyền quản lý chính phủ Tiệp Khắc sau cuộc Đảo chính Tiệp Khắc năm 1948, dẫn tới một chế độ độc tài. Trong cuộc tổng tuyển cử Romania năm 1946, Đảng Cộng sản Romania (PCR) đã sử dụng những chiến dịch đe doạ trên diện rộng và gian lận bầu cử để có được 80% phiếu, và sau đó, loại bỏ vai trò của các đảng trung dung và buộc họ phải sáp nhập, kết quả là tới năm 1948, hầu hết các chính trị gia không cộng sản hoặc đã bị hành quyết, hoặc đã bị trục xuất hay bỏ tù. Trong cuộc bầu cử tại Albania vào tháng 12 năm 1945, lựa chọn duy nhất là Mặt trận Dân chủ (Albania) cộng sản, do Enver Hoxha lãnh đạo. Năm 1946, Albania tuyên bố trở thành Cộng hòa Nhân dân Albania.
Ban đầu, Stalin lãnh đạo các hệ thống tại các quốc gia thuộc Khối Đông Âu từ chối các đặc điểm định chế như kinh tế thị trường, chính phủ dân chủ (bị gọi là "dân chủ tư sản" theo cách nói của Liên xô) và tính pháp trị không có sự can thiệp của nhà nước của phương Tây. Về kinh tế họ phụ thuộc vào Liên xô trong nhiều loại vật liệu quan trọng. Trong khi trong năm năm đầu tiên sau Thế chiến II, cuộc di cư hàng loạt từ các nước này tới phương Tây diễn ra, những giới hạn được áp dụng sau đó đã ngăn cản hầu hết sự di cư Đông-Tây, ngoại trừ sự di cư hạn chế theo các thoả thuận song phương và các thoả thuận khác.

## Chính sách ngăn chặn
Giai đoạn ngay sau năm 1945 là thời kỳ đỉnh cao lịch sử về tính phổ biến của tư tưởng cộng sản. Những gánh nặng mà Hồng quân và Liên bang Xô viết phải gánh chịu đã khiến họ có được sự tôn trọng rộng rãi, và nó đã được Joseph Stalin khai thác triệt để như một cơ hội để dẫn tới một châu Âu cộng sản. Các đảng cộng sản được đa số nhân dân ủng hộ tại các quốc gia như Trung Quốc, Hy Lạp, Iran, và Cộng hoà Mahabad. Các đảng cộng sản cũng đã lên nắm quyền lực tại România, Bulgaria, Albania, và Yugoslavia. Anh Quốc và Hoa Kỳ lo ngại rằng những thắng lợi bầu cử của các đảng cộng sản tại các quốc gia đó có thể dẫn tới những thay đổi về kinh tế và chính trị to lớn ở Tây Âu.

### Kế hoạch Morgenthau và Kế hoạch Marshall
Sau khi đã mất 27 triệu người trong cuộc chiến, Liên xô quyết tâm tiêu diệt khả năng của Đức trong một cuộc chiến có thể xảy ra khác, và đã yêu cầu điều đó trong những cuộc hội nghị thời chiến. Kết quả là kế hoạch Morgenthau dự tính biến Đức thành một quốc gia nông nghiệp và không có ngành công nghiệp nặng. Bởi sự gia tăng chi phí nhập khẩu thực phẩm để tránh một nạn đói trên diện rộng ở Đức, và sự lo ngại trước nguy cơ mất toàn bộ nước này vào tay cộng sản, chính phủ Hoa Kỳ đã từ bỏ kế hoạch Morgenthau vào tháng 9 năm 1946 với bài phát biểu Trình bày lại về chính sách với Đức của Ngoại trưởng James F. Byrnes.
Tháng 1 năm 1947, Truman chỉ định tướng George Marshall làm Ngoại trưởng, và ban hành JCS 1779, trong đó nói rằng một châu Âu già cả và thịnh vượng cần tới những đóng góp kinh tế của một nhà nước Đức ổn định và có khả năng sản xuất cao." Nghị định này phù hợp với quan điểm của Tướng Lucius D. Clay và Đồng tham mưu trưởng về sự gia tăng ảnh hưởng của chủ nghĩa cộng sản tại Đức, cũng như sự thất bại của khả năng hồi phục kinh tế của cả châu Âu nếu không có sơ sở công nghiệp của Đức mà họ từng phụ thuộc trước đó. Các quan chức chính phủ đã gặp gỡ với Bộ trưởng ngoại giao Liên xô Vyacheslav Molotov và những người khác để nhấn mạnh về một nước Đức có khả năng tư cung tự cấp về kinh tế, gồm cả một miêu tả chi tiết về các nhà máy công nghiệp, hàng hoá và cơ sở hạ tầng đã bị người Liên xô lấy đi. Sau sáu tuần đàm phán, Molotov từ chối các yêu cầu và những cuộc đàm phán bị hoãn lại. Marshall đặc biệt thất vọng sau cuộc gặp gỡ cá nhân với Stalin, người không quan tâm lắm tới một giải pháp cho các vấn đề kinh tế của Đức. Hoa Kỳ kết luận rằng không thể chờ đợi lâu hơn nữa cho một giải pháp. Trong một bài phát biểu ngày 5 tháng 6 năm 1947 speech, phù hợp với Học thuyết Truman, Marshall đã thông báo một chương trình toàn diện về sự giúp đỡ của Hoa Kỳ cho mọi quốc gia châu Âu muốn gia nhập, kể cả LIên xô và những nước Đông Âu, cái gọi là Kế hoạch Marshall.
Lo ngại sự thâm nhập về chính trị, văn hoá và kinh tế của Mỹ, Stalin cuối cùng cấm các quốc gia Khối Đông Âu của khối Cominform mới được thành lập chấp nhận sự trợ giúp từ Kế hoạch Marshall. Tại Tiệp Khắc, điều này đòi hỏi một cuộc Đảo chính Tiệp Khắc năm 1948 được Liên xô hỗ trợ, sự tàn bạo của nó đã gây sốc cho các cường quốc phương Tây hơn bất kỳ một sự kiện nào và được đặt trong tình thế một sự sợ hãi chiến tranh có thể bùng phát và quét đi mọi di tích của sự chống đối Kế hoạch Marshall trong Hạ viện Hoa Kỳ.

### Nội chiến Hy Lạp và Học thuyết Truman
Cả Đông và Tây đều coi Hy Lạp là một quốc gia nằm trong vùng ảnh hưởng của Anh. Stalin đã tôn trọng thoả thuận của ông với Winston Churchill và không can thiệp, nhưng Nam Tư và Albania đã bất chấp lời khuyên của Liên xô và gửi hỗ trợ tới các lực lượng du kích của Đảng Cộng sản Hy Lạp, ELAS (Quân đội Giải phóng Nhân dân Quốc gia) trong cuộc Nội chiến Hy Lạp. Anh Quốc viện trợ cho các lực lượng bảo hoàng Hy Lạp và các lãnh đạo ELAS, không nhận thấy rằng sẽ không nhận được sự viện trợ từ Liên xô và đã tẩy chay cuộc bầu cử, và rơi vào tình thế bất lợi. Tuy nhiên, tới năm, 1947, tình trạng gần phá sản của chính phủ Anh khiến họ không còn sức duy trì những cam kết giúp đỡ lớn cho nước ngoài nữa. Ngoài việc trao độc lập cho Ấn Độ và giao lại Palestinia Ủy trị cho Liên hiệp quốc, chính phủ Anh quyết định rút khỏi cả Hy Lạp và Thổ Nhĩ Kỳ ở gần đó. Điều này khiến hai quốc gia trên, đặc biệt là Hy Lạp, nằm trên miệng vực của một cuộc cách mạng do cộng sản lãnh đạo.
Nhận thấy rằng sự giúp đỡ của Anh cho Hy Lạp và Thổ Nhĩ Kỳ sẽ chấm dứt trong chưa tới sáu tuần, chính phủ Hoa Kỳ, vốn đã ở tình trạng thù địch và nghi ngờ với những ý định của Liên xô, quyết định rằng cần phải hành động. Với việc Hạ viện hoàn toàn nằm trong tay Đảng Cộng hoà, và với tình cảm biệt lập mạnh trong nhân dân Mỹ, Truman đã chấp nhận một sự tiếp cận ý thức. Trong một cuộc gặp với các lãnh đạo hạ viện, lý lẽ về "những quả táo trong một cái giỏ bị ảnh hưởng bởi một quả thối" đã được sử dụng để thuyết phục họ trong việc ủng hộ Hy Lạp và Thổ Nhĩ Kỳ. Nó đã trở thành "học thuyết domino." Buổi sáng ngày 12 tháng 3 năm 1947, Tổng thống Harry S. Truman xuất hiện trước Hạ viện yêu cầu $400 triệu viện trợ cho Hy Lạp và Thổ Nhĩ Kỳ. Kêu gọi Hạ viện thông qua việc "hỗ trợ những người tự do những người đang chống lại nỗ lực nô dịch bởi các cộng đồng thiểu số vũ trang hay bởi áp lực từ bên ngoài," hay nói ngắn gọn là một chính sách "ngăn chặn," Truman trình bày rõ về một cuộc đấu tranh ý thức hệ sẽ được gọi là "Học thuyết Truman." Dù dựa trên một phân tích quá đơn giản của sự xung đột nội bộ tại Hy Lạp và Thổ Nhĩ Kỳ, nó đã trở thành ảnh hưởng có tính quyết định duy nhất trong chính sách của Hoa Kỳ ít nhất cho tới cuộc Chiến tranh Việt Nam.
Bài diễn văn của Truman đã có hiệu ứng khủng khiếp. Những tìm cảm chống cộng vừa mới bắt đầu nảy nở ở Mỹ đã có một cơ hội để bùng nổ, và một quốc hội im lặng đã bỏ phiếu với đa số tuyệt đối thông qua việc viện trợ. Hoa Kỳ sẽ không rút về Tây bán cầu như họ từng làm sau Thế chiến I. Từ đps về sau, Mỹ tham gia tích cực vào bất kỳ một cuộc đấu tranh nào với các mối đe doạ của chủ nghĩa cộng sản ở bất cứ đâu trên thế giới dưới các lý tưởng bề ngoài là "dân chủ", "tự do" và "nhân quyền." Hoa Kỳ đã đề cao vai trò của họ như là lãnh đạo của "thế giới tự do." Trong khi đó, Liên xô quảng cáo vai trò là lãnh đạo của phe "tiến bộ" và "chống đế quốc".

### Tranh cãi Học thuyết Quân sự Hoa Kỳ
Sau Thế chiến II, các tướng lĩnh trong lực lượng Không quân Mỹ mới được thành lập đề xuất một học thuyết: cho rằng ném bom chiến lược, đặc biệt với các loại vũ khí hạt nhân, là yếu tố quyết định duy nhất cần thiết để giành thắng lợi trong các cuộc chiến tranh tương lai, và vì thế là phương tiện duy nhất cần thiết để ngăn chặn một đối thủ tung ra một cuộc tấn công bất ngờ kiểu vụ Trân Châu cảng hay một cuộc chiến tranh chống lại Hoa Kỳ. Để thực hiện học thuyết này, mà Không quân và những người ủng hộ họ coi là ưu tiên cao nhất của quốc gia, Không quân đề xuất rằng họ cần được Hạ viện cấp vốn để xây dựng một phi đội máy bay ném bom hạng nặng chiến lược tầm xa có căn cứ tại Hoa Kỳ. Các tướng lĩnh không quân cho rằng dự án này sẽ nhận được các khoản vốn lớn, khởi đầu với chiếc máy bay ném bom B-36 Peacemaker.
Các đô đốc của Hải quân không đồng ý. Chỉ ra vai trò thống trị của tàu sân bay trong Mặt trận Thái Bình Dương, họ yêu cầu Hạ viện Hoa Kỳ cung cấp một khoản vốn lớn cho một hạm đội "các siêu tàu sân bay" lớn và họ ủng hộ nhóm chiến đấu, bắt đầu với USS United States (CVA-58). Giới lãnh đạo Hải quân tin rằng không thể giành thắng lợi trong các cuộc chiến chỉ bằng việc ném bom chiến lược, dù có hay không sự sử dụng vũ khí hạt nhân. Hải quân cũng cho rằng để quyết định, trước sự bắt đầu của bất kỳ cuộc xung đột nào trong tương lai, để sử dụng trên diện rộng vũ khí hạt nhân—tấn công các trung tâm dân số lớn trên đất đai kẻ thù—là phi đạo đức.

### Quan hệ Phát xít-Liên xôvàNhững điều giả mạo của Lịch sử
Các quan hệ tiếp tục xấu đi khi, vào tháng 1 năm 1948, Bộ ngoại giao Hoa Kỳ xuất bản một tuyển tập các tài liệu có tiêu đề Quan hệ Phát xít-Liên xô, 1939–1941: Các tài liệu từ Thư khố của Văn phòng Đối ngoại Đức, có chứa những tài liệu được thu từ Văn phòng Đối ngoại của Phát xít Đức cho thấy những cuộc thảo luận của Liên xô với Đức về Hiệp ước Molotov-Ribbentrop, gồm cả nghị định thư mật của nó về việc phân chia Đông Âu, the1939 German-Soviet Commercial Agreement, và các cuộc đàm phán về khả năng Liên xô trở thành thành viên thứ tư của Phe trục.
Đối phó lại, một tháng sau, Liên bang Xô viết xuất bản Falsifiers of History, một cuốn sách được Stalin biên tập và viết lại một phần tấn công phương Tây. Cuốn sách không trực tiếp trả lời các tài liệu được xuất bản trong cuốn Quan hệ Đức-Xô mà thay vào đó, tập trung trên trách nhiệm của phương Tây dẫn tới sự bùng phát chiến tranh năm 1939. Nó cho rằng "các cường quốc phương Tây" đã giúp Phát xít tái vũ trang và trở nên hiếu chiến, gồm cả việc các nhà băng và nhà công nghiệp Mỹ cung cấp tài chính cho sự phát triển các ngành công nghiệp vũ khí của Đức, trong khi công khai khuyến khích Hitler mở rộng về phía Đông. Cuốn sách cũng có tuyên bố cho rằng, trong thời gian đàm phán Hiệp ước, Stalin đã từ chối đề nghị của Hitler về việc chia sẻ thế giới, mà không đề cập tới việc Liên xô đề nghị gia nhập Phe trục. Các nghiên cứu lịch sử, các lời tường thuật chính thức, các hồi ký và văn bản được xuất bản tại Liên xô đã sử dụng các miêu tả các sự kiện như vậy cho tới khi Liên xô bị giải tán.

### Phong toả Berlin

Người dân Berlin đang theo dõi một chiếc C-54 hạ cánh tại Sân bay Tempelhof (1948)

Sau Kế hoạch Marshall, việc đưa ra một đồng tiền tệ mới ở Tây Đức để thay thế đồng Reichsmark đã mất giá trị và những thất bại bầu cử của các đảng cộng sản năm 1946, tháng 6 năm 1948, Liên xô cắt mọi đường tiếp cận đường bộ tới Berlin. Vào ngày diễn ra cuộc Phong toả Berlin, một đại diện Liên xô đã nói với các cường quốc chiếm đóng khác "Chúng tôi đang cảnh báo cả các vị và người dân Berlin rằng chúng tôi sẽ áp dụng các biện pháp cấm vận kinh tế và hành chính sẽ dẫn tới việc Berlin chỉ sử dụng đồng tiền tệ như tại vùng chiếm đóng của Liên xô." 
Sau đó, các đường giao thông đường bộ và đường thủy trở nên rất khó khăn, giao thông đường sắt và đường sông bị ngăn chặn và người Liên xô ban đầu chỉ ngăn việc cung cấp thực phẩm cho dân chúng tại vùng Berlin không thuộc quyền chiếm đóng của họ. Vì Berlin nằm bên trong vùng chiếm đóng của Liên xô tại Đức và các cường quốc chiếm đóng khác trước đó phải dựa vào Liên xô để tiếp cận Berlin, cách duy nhất để tiếp tế cho thành phố là qua các hành lang đường không hạn chế.
Tới tháng 2 năm 1948, vì những cắt giảm quân sự hàng loạt thời hậu chiến, toàn bộ quân đội Hoa Kỳ đã giảm xuống còn 552.000 người. Các lực lượng quân sự trong vùng Berlin không thuộc Liên xô chỉ có 8,973 lính Mỹ, 7,606 lính Anh và 6,100 lính Pháp. Các lực lượng Liên xô tại vùng chiếm đóng của họ vây quanh Berlin có tổng số nửa triệu người. Hai trung đoàn Mỹ tại Berlin sẽ ít có khả năng kháng cự trước một cuộc tấn công của Liên xô. Tin rằng Anh, Pháp và Hoa Kỳ không có lựa chọn nào khác ngoài việc chấp nhận, Ban chỉ huy Quân đội Liên xô ở Đức ăn mừng sự khởi đầu của cuộc phong toả. Sau đó, một chiến dịch lớn cung cấp thực phẩm, nước uồng và các loại hàng hoá khác bằng đường không đã được Hoa Kỳ, Anh Quốc và Pháp cùng các nước khác thực hiện. Người Liên xô chế nhạo "những nỗ lực vô ích của người Mỹ để giữ thể diện và duy trì vị thế không thể trụ lại của họ tại Berlin." Thành công của chiến dịch không vận cuối cùng đã buộc người Liên xô phải dỡ bỏ sự phong toả của họ vào tháng 5 năm 1949.

### Chia rẽ Tito-Stalin
Sau những sự bất đồng giữa lãnh đạo Nam Tư Josip Broz Tito và Liên xô về Hy Lạp và Cộng hoà Nhân dân Albania, một sự chia rẽ Tito-Stalin diễn ra, tiếp đó là việc Nam Tư bị trục xuất khỏi Cominform tháng 6 năm 1948 và một giai đoạn nổi dậy ngắn không thành công của Xô viết tại Belgrade. Sự chia rẽ đã tạo ra hai lực lượng cộng sản ở châu Âu. Một chiến dịch mạnh mẽ chống lại "chủ nghĩa Tito" ngay lập tức được phát động trong Khối Đông Âu, miêu tả các điệp viên của cả phương Tây và Tito ở mọi nơi liên quan tới hành động lật đổ. Việc này dẫn tới sự hành quyết nhiều lãnh đạo cao cấp của đảng, gồm cả những người ở Đông Đức.

### NATO

Bản đồ Khối Đông Âu, các nước khối phương Tây và các quốc gia châu Âu khác thời Chiến tranh Lạnh.

Hoa Kỳ cùng Anh Quốc, Pháp, Canada, Đan Mạch, Bồ Đào Nha, Na Uy, Bỉ, Iceland, Luxembourg, Italia, và Hà Lan thành lập Khối Hiệp ước Bắc Đại Tây Dương (NATO) năm 1949, liên minh "cam kết" đầu tiên của Hoa Kỳ tại châu Âu trong 170 năm. Tây Đức, Tây Ban Nha, Hy Lạp và Thổ Nhĩ Kỳ sau này cũng gia nhập liên minh. Các lãnh đạo Đông Âu đáp trả bằng cách liên kết các nền kinh tế của mình trong khối Comecon, phiên bản Kế hoạch Marshall của họ; cho nổ quả bom hạt nhân đầu tiên của Liên xô năm 1949; ký kết một liên minh với Cộng hoà Nhân dân Trung Hoa vào tháng 2 năm 1950; và thành lập Khối hiệp ước Warsaw, đối thủ phương Đông của NATO, năm 1955. Liên xô, Nam Tư, Albania, Tiệp Khắc, Hungary, Đông Đức, Bulgaria, Romania, và Ba Lan sáng lập liên minh quân sự này.

### NSC-68
Các quan chức Mỹ nhanh chóng nâng cấp và mở rộng "chính sách ngăn chặn." Trong một tài liệu mật năm 1950, NSC-68, họ đề nghị tăng cường các hệ thống liên minh của mình, tăng gấp bốn lần chi tiêu quốc phòng, và tiến hành một chiến dịch tuyên truyền công phu để thuyết phục dân chúng Hoa Kỳ trong cuộc chiến tranh lạnh đầy phí tổn này. Truman ra lệnh phát triển một quả bom hydro. Đầu năm 1950, Hoa Kỳ tiến hành những nỗ lực đầu tiên nhằm chống lại các lực lượng cộng sản ở Việt Nam; đặt kế hoạch thành lập một quân đội cho Tây Đức, và chuẩn bị những đề xuất cho một hiệp ước hoà bình với Nhật Bản sẽ đảm bảo sự có mặt lâu dài của các căn cứ quân sự Mỹ tại đây.

## Nội chiến Trung Quốc
Ngay sau Thế chiến II, nội chiến diễn ra trở lại ở Trung Quốc giữa Quốc dân Đảng (KMT) dưới sự lãnh đạo của Thống chế Tưởng Giới Thạch và Đảng Cộng sản Trung Quốc dưới sự lãnh đạo của Mao Trạch Đông. Liên xô đã ký Hiệp ước Hữu nghị với Quốc Dân Đảng năm 1945 và từ bỏ viện trợ cho những người Cộng sản Trung Quốc. Cuối cùng phe Cộng sản dần thắng thế với ưu thế về chiến thuật quân sự. Dù những người Quốc gia có lợi thế về quân số và vũ khí, và có sự ủng hộ khá lớn của quốc tế, họ đã kiệt sức vì cuộc chiến tranh kéo dài với Nhật Bản và với những trách nhiệm trong nước. Ngoài ra, những người Cộng sản Trung Quốc đã có khả năng lấp đầy khoảng trống chính trị bị bỏ lại ở Mãn Châu sau khi các lực lượng Liên xô rút khỏi vùng này và vì thế chiếm được cơ sở công nghiệp hàng đầu của Trung Quốc. Những người Cộng sản Trung Quốc đã thành công trong việc tiến về phía bắc và đông bắc, và cuối cùng là cả lục địa Trung Quốc vào cuối năm 1949. Ngày 1 tháng 10 năm 1949, Mao Trạch Đông tuyên bố thành lập nhà nước Cộng hoà Nhân dân Trung Hoa (PRC). Tưởng Giới Thạch và 600.000 người Quốc gia và 2 triệu người tị nạn, chủ yếu thuộc cộng đồng quan chức chính phủ và thương nhân, bỏ chạy khỏi lục địa tới hòn đảo Đài Loan. Tháng 12 năm 1949, Tưởng Giới Thạch tuyên bố Đài Bắc là thủ đô lâm thời của Trung Hoa Dân Quốc (ROC) và tiếp tục coi chính phủ của mình là đại diện pháp lý duy nhất của Trung Quốc.
Tình trạng thù địch tiếp diễn giữa những người Cộng sản trên lục địa và những người Quốc gia ở Đài Loan kéo dài trong suốt cuộc Chiến tranh Lạnh. Dù Hoa Kỳ từ chối giúp đỡ Tưởng Giới Thạch trong hy vọng "khôi phục lục địa" của ông, họ vẫn tiếp tục giúp đỡ Trung Hoa Dân Quốc về quân sự và chuyên gia để ngăn Đài Loan rơi vào tay Cộng hoà Nhân dân Trung Hoa. Nhờ sự hỗ trợ của phương Tây (đa phần các nước phương Tây tiếp tục công nhận Trung Hoa Dân Quốc là chính quyền hợp pháp duy nhất của Trung Quốc), Trung Hoa Dân Quốc tại Đài Loan giữ được ghế của Trung Quốc tại Liên hiệp quốc cho tới năm 1971.

## Chiến tranh Triều Tiên

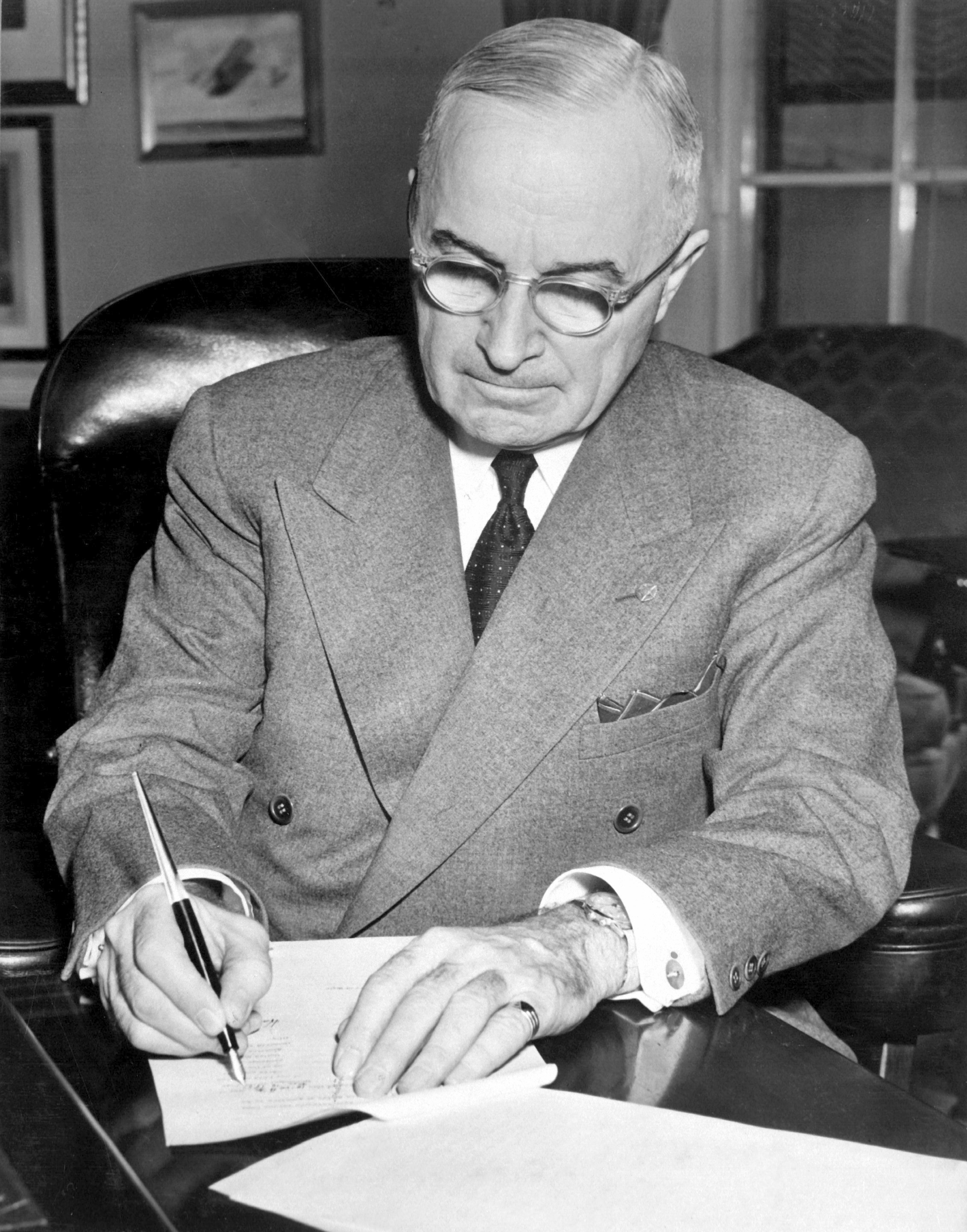
Tổng thống Truman ký một tuyên bố về tình trạng khẩn cấp quốc gia khởi đầu sự dính líu của Mỹ vào cuộc Chiến tranh Triều Tiên.

Đầu năm 1950, Hoa Kỳ thực hiện cam kết đầu tiên của mình thành lập một hiệp ước hoà bình với Nhật Bản sẽ đảm bảo tình trạng lâu dài cho các căn cứ quân sự của họ tại đây. Một số nhà quan sát (gồm cả George Kennan) tin rằng hiệp ước với Nhật Bản khiến Stalin thông qua một kế hoạch xâm lược Nam Triều Tiên được Hoa Kỳ hỗ trợ ngày 25 tháng 6 năm 1950. Triều Tiên đã bị phân chia ở cuối Thế chiến II dọc theo vĩ tuyến 38 thành vùng chiếm đóng của Hoa Kỳ và Liên xô, trong đó một chính phủ cộng sản đã được người Liên xô lập nên ở phía Bắc, và một chính phủ cho dân bầu lên nắm quyền lực ở phía Nam sau cuộc bầu cử do Liên hiệp quốc giám sát vào năm 1948.
Tháng 6 năm 1950, Quân đội Bắc Triều Tiên của Kim Nhật Thành xâm lược Nam Triều Tiên. Sợ rằng nước Triều Tiên cộng sản dưới sự lãnh đạo độc tài của Kim Nhật Thành có thể đe doạ Nhật Bản và cổ vũ các phong trào cách mạng khác ở châu Á, Truman ra lệnh cho các lực lượng Hoa Kỳ và với sự giúp đỡ của Liên hiệp quốc phản công lại cuộc xâm lược từ Bắc Triều Tiên. Người Liên xô tẩy chay các cuộc gặp của Hội đồng Bảo an Liên hiệp quốc và phản đối việc Hội đồng không giao ghế cho Cộng hoà Nhân dân Trung Hoa và, vì thế, đã không thể phủ quyết việc Hội đồng thông qua hành động của Liên hiệp quốc phản đối cuộc xâm lược của Bắc Triều Tiên. Một lực lượng phối hợp của Liên hiệp quốc với các quân nhân của Nam Triều Tiên, Hoa Kỳ, Anh Quốc, Thổ Nhĩ Kỳ, Canada, Australia, Pháp, Philippines, Hà Lan, Bỉ, New Zealand và các nước khác cùng ngăn chặn cuộc xâm lược. Sau khi Trung Quốc tham gia hỗ trợ những người Bắc Triều Tiên, cuộc chiến đấu dần ổn định dọc vĩ tuyến 38, phân chia hai miền Triều Tiên. Truman phải đối mặt với một nước Trung Quốc thù địch, một mối quan hệ Trung-Xô, và một ngân sách quốc phòng đã tăng lên gấp bốn sau 18 tháng.
Một thoả thuận ngừng bắn được thông qua vào tháng 7 năm 1953 sau cái chết của Stalin, người từng nhấn mạnh rằng người Bắc Triều Tiên phải tiếp tục chiến đấu. Tại Bắc Triều Tiên, Kim Nhật Thành tạo lập một chế độ độc tài rất tập trung và tàn bạo, trao cho ông quyền lực không hạn chế và tạo ra một sự sùng bái cá nhân mạnh.

## Bom Hydro
Một quả bom hydro —tạo ra sự tổng hợp hạt nhân thay vì phân hạch hạt nhân— lần đầu tiên được thử nghiệm tại Hoa Kỳ tháng 11 năm 1952 và Liên bang Xô viết tháng 8 năm 1953. Những quả bom này được triển khai lần đầu trong thập niên 1960.

## Văn hoá và truyền thông

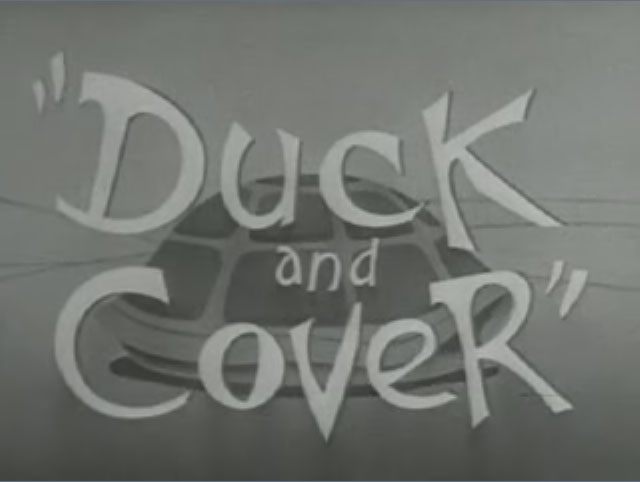
Đoạn tiêu đề bộ phim Duck and Cover.

Nỗi lo ngại một cuộc chiến tranh hạt nhân đã khiến nhánh Phòng vệ Dân sự của Chính phủ Liên bang Mỹ tiến hành sản xuất các bộ phim về cách giữ an toàn cho công chúng giới thiệu những cách để dân chúng tự bảo vệ mình khỏi một cuộc tấn công hạt nhân của Liên xô. Bộ phim trẻ em năm 1951 Duck and Cover là một ví dụ.
Cuốn sách 1984 của George Orwell được xuất bản năm 1949. Tiểu thuyết này khai thác đề tài một cuộc sống trong một thế giới tưởng tượng tương lai trong đó một chính phủ độc tài đã hoàn thành việc nắm quyền lực ở các cấp độ đáng sợ. Với 1984, Orwell đã đánh trúng vào nỗi sợ hãi của những người chống cộng sẽ còn kéo dài ở nhiều quốc gia phương Tây trong nhiều thập kỷ tiếp theo. Trong bối cảnh cuộc Chiến tranh Lạnh những miêu tả của ông chắc chắn dẫn tới sự so sánh chủ nghĩa cộng sản Liên xô và tham muốn của Stalin và những người kế vị ông về việc kiểm soát toàn bộ người dân bên trong khối Xô viết bằng bất cứ phương tiện nào cần thiết. Câu chuyện ngụ ngôn nổi tiếng của Orwell về sự cai trị độc tài, Trại súc vật, được xuất bản năm 1945, cũng tạo ra những tình cảm chống cộng tương tự.

## Các tài liệu quan trọng
- Tuyên bố Potsdam: 26 tháng 7 năm 1945. Một tuyên bố chính thức do Harry S. Truman, Winston Churchill, và Tưởng Giới Thạch đưa ra, trong đó vạch ra các điều khoản về một cuộc đầu hàng của Nhật Bản.
- Kế hoạch Baruch: 1946. Một đề xuất của Hoa Kỳ tới Ủy ban Năng lượng Nguyên tử Liên hiệp quốc (UNAEC) về a) sử dụng giữa tất cả các quốc gia việc trao đổi thông tin khoa học căn bản phục vụ hoà bình; b) thực hiện kiểm soát năng lượng nguyên tử ở mức độ cần thiết để đảm bảo nó chỉ được sử dụng cho các mục đích hoà bình; c) loại bỏ khỏi kho vũ khí quốc gia các loại vũ khí hạt nhân và mọi vũ khí lớn khác có thể sử dụng cho việc huỷ diệt hàng loạt; và d) thành lập các đội an toàn có hiệu quả bằng cách giám sát và các biện pháp khác để bảo vệ các quốc gia đồng thuận khỏi sự vi phạm và sự thoái thác có hại. Khi Liên xô là quốc gia thành viên duy nhất từ chối ký kết, Hoa Kỳ đã thực hiện một chiến dịch thử nghiệm vụ khí hạt nhân trên diện rộng, phát triển và triển khai trương chình.
- Bức Điện Dài và "Điều X", 1946-1947. Tên chính thức "The Sources of Soviet Conduct". Điều khoản miêu tả các ý tưởng đã trở thành nền tàng của chính sách Chiến tranh Lạnh Hoa Kỳ và được xuất bản trong Foreign Affairs năm 1947. Điều khoản này là một sự mở rộng của một bức điện tuyệt mật trong Bộ ngoại giao được gọi là Điều X và trở nên nổi tiếng vì đã đặt ra học thuyết ngăn chặn. Dù điều khoản chỉ được ký bằng bút danh "X," thời ấy mọi người biết khá rõ tác giả của nó là George F. Kennan, phó lãnh đạo phái bộ của Hoa Kỳ tại Liên bang Xô viết từ năm 1944 tới năm 1946, dưới quyền đại sứ W. Averell Harriman.
- NSC-68: 14 tháng 4 năm 1950. Một báo cáo mật được viết và công bố bởi Hội đồng An ninh Quốc gia Hoa Kỳ. Bản báo cáo vạch ra Chiến lược An ninh Quốc gia Hoa Kỳ cho thời điểm đó và cung cấp một phân tích toàn diện về các khả năng của Liên xô và của Hoa Kỳ về quân sự, kinh tế, chính trị và tâm lý. Luận điểm cơ bản của NSC-68 cho rằng Liên xô có ý định trở thành cường quốc duy nhất thống trị thế giới. Báo cáo cho rằng Liên xô có một kế hoạch chiến lược với mục tiêu truyền bá chủ nghĩa cộng sản ra khắp thế giới, và nó đề nghị rằng chính phủ Hoa Kỳ phải thông qua một chính sách ngăn chặn để ngăn cản sự lan ra thêm nữa của quyền lực Xô viết. NSC-68 vạch ra một chính sách đối ngoại quyết liệt từ phòng vệ cho tới ngăn chặn tích cực và ủng hộ việc chuẩn bị gây hấn quân sự. NSC-68 đã hình thành nên các hành động của chính phủ trong cuộc Chiến tranh Lạnh trong 20 năm tiếp theo và sau này đã được gọi là bản "kế hoạch" cho cuộc Chiến tranh Lạnh.
- Bài phát biểu của James F. Byrnes, Ngoại Trưởng Hoa Kỳ "Trình bày lại về chính sách với Đức" Stuttgart 6 tháng 9 năm 1946. Cũng được gọi là "Bài phát biểu của hy vọng," nó đặt ra cơ sở cho chính sách tương lai của Hoa Kỳ khi bác bỏ các chính sách kinh tế của Kế hoạch Morgenthau và trao cho người Đức hy vọng về tương lai. Các cường quốc phương Tây sợ nhất rằng sự nghèo đói sẽ khiến người Đức quay sang với chủ nghĩa Cộng sản. Tướng Lucius Clay đã nói rằng "Không có lựa chọn nào khác giữa việc là một người cộng sản với 1,500 calorie mỗi ngày và một người tin tưởng ở dân chủ với 1,000 calorie". Bài phát biểu cũng được coi là một lập trường chống lại Liên xô bởi nó đề cập tới ý định kiên quyết của Hoa Kỳ duy trì sự hiện diện quân sự ở châu Âu. Nhưng trung tâm của thông điệp là điều mà Byrnes đã đề cập tới một tháng sau đó "Điểm trọng yếu của chương trình của chúng ta là giành lấy người dân Đức... nó là một trận chiến giữa chúng ta và người Liên xô về ý thức...."